# Wanborough, Wiltshire
Wanborough är en ort och civil parish i Storbritannien.   Den ligger i kommunen Borough of Swindon i riksdelen England, i den södra delen av landet, 110 km väster om huvudstaden London. Wanborough ligger 151 meter över havet och antalet invånare är 1 631.
Terrängen runt Wanborough är platt, och sluttar norrut. Runt Wanborough är det ganska tätbefolkat, med 80 invånare per kvadratkilometer. Närmaste större samhälle är Swindon, 6,0 km väster om Wanborough. Trakten runt Wanborough består till största delen av jordbruksmark.